# Mary Had a Little Lamb

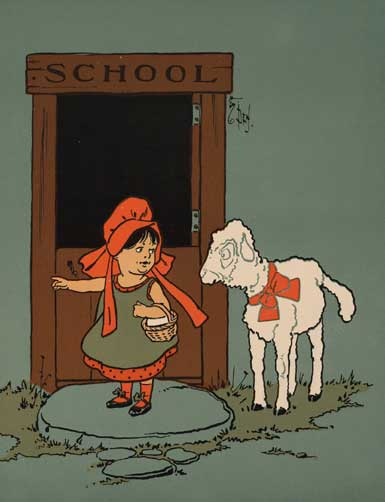
Illustration von William Wallace Denslow

Mary Had a Little Lamb (Roud 7622) ist ein englischsprachiger Kinderreim, der im 19. Jahrhundert in den Vereinigten Staaten entstand. Das Gedicht wurde mehrfach vertont; bekannte Aufnahmen stammen zum Beispiel von Paul McCartney (1972) und Stevie Ray Vaughan (1983).

## Entstehung

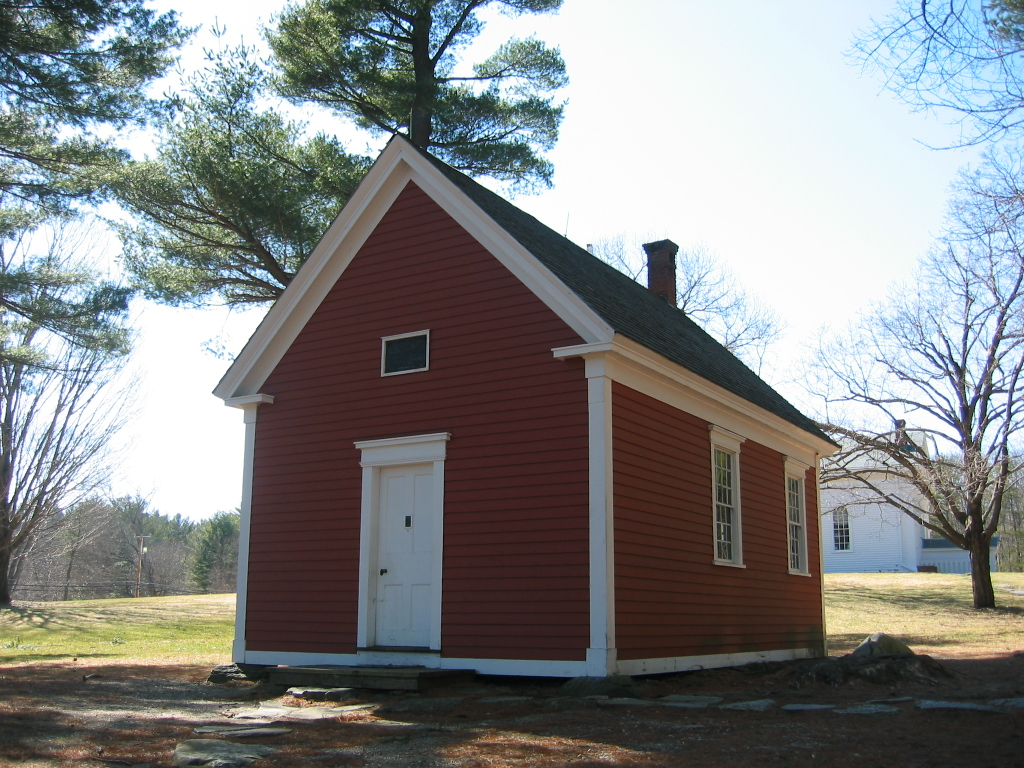
Die Redstone School (1798), heute in Sudbury (Massachusetts), soll die im Kinderreim erwähnte Schule sein.

Die in dem Kinderreim erzählte Geschichte beruht auf einer wahren Begebenheit. Mary Sawyer (später Mary Tyler) soll als Mädchen ein Lamm besessen haben, das sie eines Tages mit in die Schule nahm. An diesem Tag besuchte ein junger Mann namens John Roulstone die Schule, der sich auf sein College-Studium vorbereitete. Roulstone war von dem Vorfall mit dem Lamm so eingenommen, dass er ein Gedicht darüber verfasste und am nächsten Tag in der Schule vorbeibrachte.
Der Kinderreim wurde erstmals am 24. Mai 1830 vom Verlag Marsh, Capen & Lyon in Boston veröffentlicht; Autorin war Sarah Josepha Hale. Es ist unklar, ob Hale den Reim alleine schrieb, oder ob sie die ursprünglich von Roulstone geschriebenen Zeilen um weitere ergänzte.

## Vertonungen und Aufnahmen
In den 1830er Jahren vertonte Lowell Mason das Gedicht erstmals. 1877 nahm Thomas Alva Edison das Gedicht mit seinem neuentwickelten Phonographen auf.
Der Bluesmusiker Buddy Guy komponierte seine eigene Version des Kinderliedes, die er 1968 auf dem Album A Man and the Blues veröffentlichte. Stevie Ray Vaughan griff diese Version 1983 auf seinem Debütalbum Texas Flood wieder auf. Paul McCartney veröffentlichte das Lied mit seiner eigenen Melodie 1972 als Single.
Bei Anyang (Südkorea) wurde „Mary Had a Little Lamb“ als Melodie für eine musikalische Straße benutzt, um Verkehrsteilnehmer wach und aufmerksam zu halten.

## Text
Mary had a little lamb,

little lamb, little lamb

Mary had a little lamb

Whose fleece was white as snow.

And everywhere that Mary went

Mary went, Mary went,

Everywhere that Mary went

The lamb was sure to go.

He followed her to school one day,

school one day, school one day

He followed her to school one day

Which was against the rules.

It made the children laugh and play,

laugh and play, laugh and play,

It made the children laugh and play,

To see a lamb at school.

And so the teacher turned it out,

turned it out, turned it out,

And so the teacher turned it out,

But still it lingered near,

He waited patiently about,

ly about, ly about,

He waited patiently about,

Till Mary did appear.

'Why does the lamb love Mary so?'

love Mary so?' love Mary so?'

'Why does the lamb love Mary so?'

The eager children cried.

'Why, Mary loves the lamb, you know,'

lamb, you know,' lamb, you know,'

'Why, Mary loves the lamb, you know,'

The teacher did reply.